# Бурсук-Деал (Јаши)
Бурсук-Деал (рум. Bursuc-Deal) насеље је у Румунији у округу Јаши у општини Леспези. Oпштина се налази на надморској висини од 250 m.

## Становништво
Према подацима из 2002. године у насељу је живело 809 становника, од којих су сви румунске националности.